# Jászfalui Omladékos-barlang
A Jászfalui Omladékos-barlang a Duna–Ipoly Nemzeti Parkban elhelyezkedő Pilis hegységben található egyik barlang.

## Leírás
A barlang Pilisjászfalu külterületén, a Nagy-Somlyó felhagyott kőfejtőjében helyezkedik el.

## Kutatástörténet
2003-ban Kovács Richárd (Barlangtani Osztály) készítette el a 4840-203 barlangkataszteri számú Jászfalui Omladékos-barlang alaprajz térképét, amelyen a barlang 1 keresztmetszete is be van mutatva. A felmérés alapján a barlang 3,2 m hosszú és 2 m magas.